# تفتیش بدنی برهنه (ترانه)
«تفتیش بدنی برهنه» (به انگلیسی: Stripsearch) ترانه‌ای از گروه آمریکایی فیث نو مور و یکی از قطعات پنجمین آلبوم استودیویی آن‌ها با نام آلبوم سال (۱۹۹۷) است.

## نظر منتقدان
گرِگ پِراتو در آل‌میوزیک از «تفتیش بدنی» به‌همراه «آخرین فنجان اندوه» و «خاکستر به خاکستر» به‌عنوان سه‌گانهٔ برجستهٔ آلبوم سال یاد کرده‌است. به عقیدهٔ پراتو ترکیب موسیقی پاپ و هارد راک در آهنگساری این قطعه‌ها، کاری است که فقط از فیث نو مور بر می‌آید. به باور دیوید بیوکنن از کانسکوئنس آو ساوند بهترین استفاده از موسیقی رقص الکترونیک در تمام آثار فیث نو مور، در ترانهٔ «تفتیش بدنی برهنه» بوده‌است. کریس کانتون در وبسایت پاپ‌مترز با لفظ «پارانویای آرام‌بخش» این قطعه را ستوده‌است.

## موزیک ویدئو
ویدئوی «تفتیش بدنی» را فیلیپ اشتولتسل کارگردانی کرده‌است. در این ویدئو، مایک پاتن وسایلی را در ساکش می‌گذارد و از آپارتمانش خارج می‌شود. او پس از آن‌که در بخش‌هایی از شهر قدم می‌زند به یک ایست بازرسی می‌رسد و در انتهای صفی می‌ایستد که سایر اعضای گروه هم در آن ایستاده‌اند. وقتی پاتن پاسپورتش را برای بازرسی تحویل می‌دهد، مردی که اوراق را بررسی می‌کند، نگهبان‌ها را فرا می‌خواند و آن‌ها پاتن را در حال فرار به زمین می‌زنند و دستگیر می‌کنند. در انتهای ویدئو تصاویری از جزئیات دیده نشده در آپارتمان پاتن نشان داده می‌شود که مشخص می‌کند او مجرم است.